# Dystaenia ibukiensis
Dystaenia ibukiensis là một loài thực vật có hoa trong họ Hoa tán. Loài này được (Y.Yabe) Kitag. mô tả khoa học đầu tiên năm 1937.